# 8462 Гейзелсірс
(8462) 1981 ED22 — астероїд головного поясу, відкритий 2 березня 1981 року.
Тіссеранів параметр щодо Юпітера — 3.405.